# Portogallo
Il Portogallo (in portoghese Portugal), ufficialmente Repubblica Portoghese (in portoghese República Portuguesa), è uno Stato dell'Europa occidentale, membro dell'Unione europea. È collocato nella posizione più occidentale fra tutti gli Stati dell'Europa continentale.
Parte più occidentale della Penisola iberica, nell'Europa meridionale, affacciato sull'Oceano Atlantico, con circa 830 chilometri di coste a sud e a ovest, confina solo con la Spagna (Galizia a nord, Castiglia e León, Estremadura e Andalusia a est). Il suo territorio, corrispondente all'antica provincia romana di Lusitania, occupa una fascia di territorio lunga circa 700 km e larga 150/200 km che dai rilievi della Meseta iberica scende fino alla costa atlantica.
Favorito da questa particolare posizione, nel corso dei secoli il regno del Portogallo riuscì ad acquisire una notevole esperienza marinara che gli permise di costruire un vasto dominio coloniale, con possedimenti in tutti i continenti, dissoltosi solo negli anni '70. Di esso rimangono i due arcipelaghi delle Azzorre e di Madera, che fanno parte del territorio nazionale come regioni autonome. Fa parte della NATO, del Consiglio d'Europa, dell'OCSE e dell'Unione europea.
L'ingresso nell'Unione europea è avvenuto, in contemporanea con la Spagna, il 1º gennaio 1986.

## Storia
Il nome del Portogallo, terra dei lusitani, deriva da Portus Cale, nome dell'antico insediamento situato alle foci del fiume Douro. Attorno al 200 a.C. i romani cominciarono a conquistare il Portogallo. Il paese fu in seguito invaso da Visigoti e Suebi, e poi dagli arabi; raggiunse una prima unità nazionale nel XII secolo, con il suo primo re, Alfonso Henriques.

### Il Portogallo nell'era delle grandi scoperte
L'epoca delle scoperte e delle conquiste dei navigatori portoghesi avviene nel XV e XVI secolo. Fra le maggiori si può annoverare l'apertura della rotta per l'India fatta da Vasco da Gama (a cui sono dedicate una torre e un ponte nella zona orientale di Lisbona) attraverso il superamento del Capo di Buona Speranza. La colonizzazione delle coste dell'Africa consentì ai portoghesi di creare dei porti nei quali le navi potevano fare scalo nel corso dei lunghi viaggi verso l'Estremo Oriente. Questo consentì l'avvio di un commercio di spezie con l'India e le nazioni più importanti affacciate sull'Oceano Indiano.

#### Le ragioni delle esplorazioni
Come popolo più occidentale d'Europa, i portoghesi furono i principali esploratori durante il Medioevo. Il grande sviluppo delle nazioni che si affacciavano sull'Oceano Atlantico, ricche di porti ed empori commerciali, diede al Portogallo l'occasione di sviluppare una grande marineria, con la quale i lusitani potevano aggirare le difficoltà che derivavano agli scambi via terra dall'interposizione dei regni di Castiglia e Aragona spesso ostili.
Il Portogallo commerciò così con il Regno Unito, le Fiandre e le città della Lega anseatica. L'intera storia del popolo lusitano trasse ispirazione dal desiderio di nuove conquiste da parte dei suoi regnanti, che ebbero buon gioco a espandere il proprio potere in una quantità di possedimenti d'oltremare mentre difendevano l'indipendenza della patria con le armi: le lunghe lotte per cacciare i Mori con l'ausilio dei crociati stranieri e dei Cavalieri templari conferirono, peraltro, un sapore di proselitismo religioso al desiderio di conquista. Per lunghi secoli, dunque, il Portogallo si fece promotore di una serie di conflitti contro le nazioni islamiche.
Ciononostante, l'economia portoghese beneficiò del commercio con alcuni stati islamici confinanti. Il fatto di essere pagati in valuta sia nelle città sia nelle campagne creò un certo livello di benessere, aiutato anche dalla diversificazione dell'agricoltura (in particolare l'importazione di grano dal Marocco) e trasformando le vecchie colture di frumento in più remunerativi vigneti, oliveti e coltivazioni di canna da zucchero (note quelle nell'Algarve).
Il primo impulso alle conquiste venne dalla dinastia di Aviz che andò al potere nel 1385, approfittando della decadenza della casa di Borgogna. Inoltre, i buoni rapporti con alcuni regni islamici diedero adito al trasferimento di molti matematici e scienziati arabi in Portogallo, venendo così a creare dei centri scientifici di grande importanza. Il governo portoghese sfruttò questa situazione per creare dei centri di ricerca che divennero una fucina di sviluppo per le tecnologie navali.

#### Enrico il Navigatore

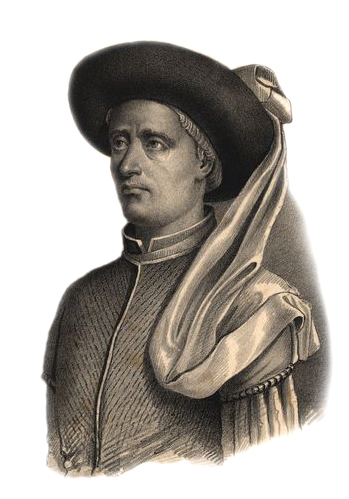
Enrico il Navigatore

Fu il genio del principe Enrico il Navigatore che coordinò e utilizzò tutte queste risorse ai fini dell'espansione. Egli pose a disposizione dei suoi capitani le grandi risorse finanziarie dei Cavalieri templari, di cui era il capo, e le più precise informazioni e carte nautiche di cui poté venire in possesso.
La concezione di una rotta oceanica verso l'India sembra sia emersa dopo la sua morte. Sulla terraferma egli sconfisse nuovamente i mori, che tentarono di riconquistare Ceuta nel 1418, ma in una spedizione contro Tangeri, intrapresa da Edoardo del Portogallo nel 1436, i portoghesi vennero sconfitti e poterono scampare alla distruzione concedendo in ostaggio Ferdinando d'Aviz (1402–1443), giovane fratello del Re. Ferdinando, detto anche il Costante per la forza dimostrata nella sua prigionia, morì nel 1443 a Fès, in Marocco, rifiutando che si pagasse un riscatto per la sua liberazione.
Per mare, il principe Enrico continuò le sue esplorazioni dell'Africa e dell'Oceano Atlantico. Nel 1433 doppiò Capo Bojador e nel 1434 il primo gruppo di schiavi venne portato a Lisbona: il commercio degli schiavi divenne presto l'affare più importante del Portogallo. Il Senegal venne raggiunto nel 1445 assieme a Capo Verde mentre nel 1446, Álvaro Fernandes si spinse fino alla Sierra Leone. Questo fu probabilmente il punto più lontano raggiunto prima della morte di Enrico, avvenuta nel 1460. Un altro vettore di scoperte fu la rotta verso ovest, lungo la quale fu scoperto il Mar dei Sargassi e probabilmente fu raggiunta la Nuova Scozia prima del 1492.

#### Il trattato di Tordesillas

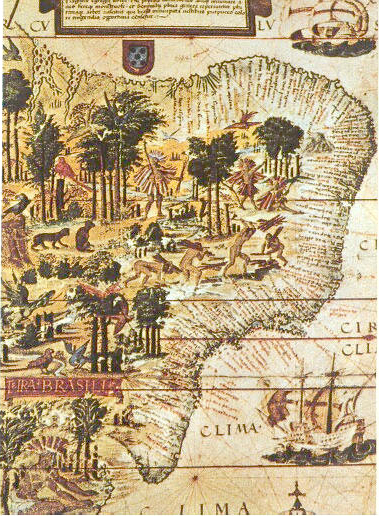
Antica mappa del Brasile stampata dai portoghesi nel 1519.

Nel frattempo la colonizzazione progrediva nelle Azzorre e a Madera, dove venivano prodotti zucchero e vino, ma soprattutto l'oro proveniente dalla Guinea stimolava l'energia commerciale dei portoghesi. Diventò subito chiaro che questi viaggi di scoperta erano molto vantaggiosi. Sotto il regno di Alfonso V, soprannominato l'africano, venne esplorato il golfo di Guinea e tre spedizioni (1458, 1461, 1471) vennero inviate in Marocco; nel 1471 Arzila e Tangeri vennero conquistate dai mori. Sotto il regno di Giovanni II fu costruita la fortezza di Elmina per la protezione dei commerci con la Guinea. Diogo Cão, o Can, scoprì il Congo nel 1482 e raggiunse Cape Cross nel 1486; Bartolomeo Diaz doppiò il Capo di Buona Speranza nel 1488, dando così prova che l'Oceano Indiano era raggiungibile via mare.
Dopo il 1492, la scoperta delle Indie occidentali da parte di Cristoforo Colombo rese necessaria una suddivisione delle sfere di influenza di Spagna e Portogallo. Questa si raggiunse attraverso il Trattato di Tordesillas, firmato il 7 giugno 1494, che modificava le delimitazioni autorizzate da Papa Alessandro VI con due bolle papali del 4 maggio 1493. Il trattato dava al Portogallo tutte le terre che potevano essere scoperte a est di una linea retta che collegava il Polo artico al Polo antartico a una distanza di 370 leghe a ovest di Capo Verde. La Spagna riceveva le terre scoperte a ovest di questa linea. In ogni caso le difficoltà di misurazione erano notevoli, la linea di demarcazione non poté essere determinata e il trattato fu soggetto a diverse interpretazioni. Su questo si basarono le rivendicazioni portoghesi sul Brasile e quelle spagnole sulle Molucche. Il trattato fu molto importante per i portoghesi come riconoscimento del prestigio da loro acquisito. Questo prestigio venne ingigantito quando, fra il 1497 e il 1499, Vasco da Gama completò il viaggio in India.

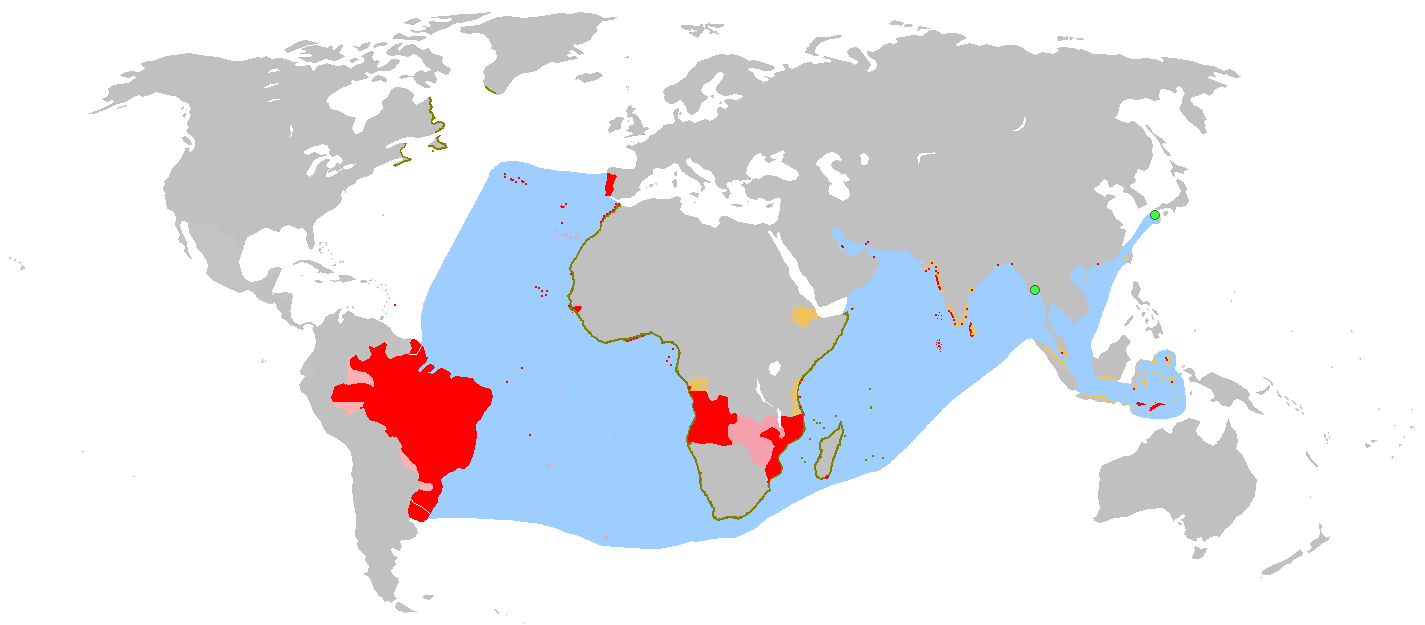
Una carta atemporale dell'Impero Portoghese (1415–1999). Rosso - possedimenti reali; rosa - esplorazioni, aree di commercio e d'influenza e rivendicazioni di sovranità; blu - Principali rotte, esplorazioni e aree di influenza marittime.

La competitività fra i due regni era molto accesa ed entrambi avevano i loro servizi segreti che erano in costante conflitto fra di loro per far passare delle informazioni fuorvianti e nascondere le rotte commerciali e di scoperta che interessavano ognuno dei due stati. Tutti questi sforzi di segretezza portarono alla proliferazione di documenti falsi e pertanto la documentazione di quel tempo rischia di essere fuorviante. In conseguenza di ciò, alcuni storici credono che territori come il Brasile, alcuni stati africani e il nord America possano in realtà essere stati scoperti prima delle date a noi note.

#### Esplorazioni dell'Asia
Possedendo una popolazione di soli due milioni di abitanti, gli sforzi di colonizzazione di diversi paesi sparsi per tutto il mondo allora conosciuto, Africa, Brasile, India, Malaysia, Giappone, Cina, Indonesia, Sri Lanka e anche Timor, costituì un notevole impegno per il mantenimento di guarnigioni a tutela dei traffici commerciali nonché della compattezza dell'impero coloniale. A causa della segretezza mantenuta durante questo periodo per nascondere la realtà delle cose, molti documenti portoghesi dell'epoca sono chiaramente falsi. In quest'ottica, la conquista del Brasile potrebbe essere avvenuta prima del 1500.
Difatti molti storici sospettano che già al tempo del Trattato di Tordesillas, Giovanni II potesse già conoscere l'esistenza del Brasile e del nord America tanto da richiedere che gli venissero assegnati i territori a ovest della linea di demarcazione prevista dal trattato. Molti storici ritengono che la documentazione vera potesse essere contenuta negli archivi di Lisbona e sia andata persa fra le rovine e il successivo incendio dovuto al terremoto del 1755. Il popolo portoghese fu uno dei primi europei a mettere piede sul suolo del Giappone nel 1543: Fernão Mendes Pinto vi giunse per caso a bordo di una giunca pirata cinese assieme a dei compagni, arenandosi a Tanegashima.

### Il '700
Nonostante la decadenza, il regno portoghese era riuscito a mantenere molte delle colonie in Africa, Asia ed America meridionale. Con il trattato di Methuen del 1703, il Portogallo veniva economicamente e politicamente sottoposto all'influenza britannica che mirava ad avere un proprio caposaldo nella penisola iberica, giocando bene sul governo lusitano di Pietro II di Braganza, caratterizzato da una corte corrotta; questo comportò un'ulteriore diminuzione del proprio ruolo internazionale. Con il successore Giovanni V, vanitoso e dissipatore che, con la costruzione di dispendiosi palazzi, cercò di dare lustro e potenza alla dinastia, veniva attuata una politica assolutistica che portò a negare la tradizionale convocazione delle "Cortes". Nel 1741, a prezzo di un notevole impegno economico e diplomatico, Giovanni acquistò per Lisbona la dignità ecclesiastica di "Patriarcato delle Indie" ed il titolo di "Re Fedelissimo" presso la Santa Sede. Nel 1744, rimasto paralizzato, lasciò le redini del governo alla reggenza del francescano Padre Gaspar da Encarnação.
Il figlio Giuseppe I gli successe nel luglio 1750 affidandosi completamente al governo del marchese de Pombal, uomo politico che dominò la vita politica del regno nella seconda metà del secolo. L'azione di governo del marchese di Pombal combinò elementi del dispotismo illuminato, del regalismo e del mercantilismo. Egli avviò una serie di riforme in campo politico ed economico, limitò l'azione della Santa Inquisizione e assecondò le richieste dei grandi proprietari fondiari del Brasile per espellere i Gesuiti che contrastavano l'occupazione europea delle terre degli Indios. L'azione di espulsione della Compagnia di Gesù da tutti i possedimenti portoghesi (1759), sebbene pianificata dal marchese di Pombal negli anni precedenti, ebbe come giustificazione un attentato subito dal re nel 1758, la cui responsabilità venne attribuita ad una famiglia della nobiltà portoghese molto vicina ai gesuiti. A causa di una grave malattia del re (1774), il Pombal assunse la reggenza del regno in nome della futura regina Maria I e dello sposo, lo zio Pietro III, esiliato dal re a Queluz, che prenderanno le redini politiche nel 1777. L'azione pesante che il Pombal pretendeva di esercitare ancora sulla coppia reale, lo portò al suo allontanamento dalla corte e dalla vita politica l'anno successivo.

### L'età napoleonica
Giovanni VI assunse la reggenza del regno a causa della pazzia della madre. Tuttavia il piccolo regno portoghese si riscattò in questi anni, riuscendo sempre a mantenere la piena sovranità contro i tentativi di soggiogamento spagnoli (1801) e francesi (1807). Disobbedì al blocco commerciale ordinato da Napoleone Bonaparte, rinsaldando la secolare alleanza con il Regno Unito.
Dal 1807 al 1811, le forze portoghesi combatterono contro l'invasione napoleonica, mentre la famiglia reale e la nobiltà portoghese si trasferirono in Brasile, allora una colonia dell'Impero portoghese. Questo episodio è conosciuto come Trasferimento della Corte Portoghese in Brasile.
Proprio questo episodio favorì il declino del Portogallo. Nel 1815 il Brasile venne elevato allo status di regno e fu creato uno stato denominato Regno Unito di Portogallo, Brasile e Algarve, con capitale a Rio de Janeiro, durante il Congresso di Vienna. Questo nuovo status favorì lo sviluppo del Brasile, che giunse alla dichiarazione d'indipendenza nel 1822.
Alla morte di Giovanni VI, nel 1826, il figlio Pietro regnò per due mesi sia in Brasile che in Portogallo, quindi abdicò in favore della figlia Maria. Questa successione fu contestata dal fratello di Pietro, Michele: ciò portò ad una guerra civile, che durò dal 1828 al 1834; al termine, Maria assunse la corona come Maria II del Portogallo.

### La Monarchia Costituzionale
Lo stesso anno dell'ascesa al trono di Maria venne adottata una Costituzione moderata. Maria modernizzò il paese costruendo strade, telegrafi e ferrovie. Durante il colera del 1853-1856, visitò gli ospedali distribuendo doni e confortando i malati. A essa succedettero i figli Pietro, morto senza eredi, e Luigi, detto il buono per via del carattere mite, che sposò Maria Pia di Savoia, figlia del re Vittorio Emanuele II.
Durante questo periodo, il Portogallo, nonostante la perdita del Brasile, mantenne una forte presenza coloniale, possedendo tra gli altri Capo Verde, Angola, Mozambico, São Tomé e Príncipe, Timor e Macao.
Nel 1889 salì al trono Carlo, figlio di Luigi il Buono. Durante il suo regno dovette fronteggiare una crisi coloniale con l'Inghilterra e due dichiarazioni di bancarotta dello stato nel 1892 e nel 1902, in un clima di crescente tensione sociale che sfociò nell'attentato del 1 febbraio 1908 in cui morirono sia lui che il suo successore. Di conseguenza, il trono passò al secondogenito, Manuele. La situazione politica tuttavia si deteriorò ulteriormente, col succedersi di ben sette governi in soli 24 mesi di regno. Infine, il 4 ottobre 1910, ebbe inizio una rivoluzione. Il giorno dopo, 5 ottobre, a Lisbona venne proclamata la Repubblica.

### La Prima Repubblica e l'Estado Novo
La prima repubblica portoghese fu segnata da una forte instabilità politica: in un periodo di sedici anni (1910-1926) il Portogallo ebbe otto Presidenti della Repubblica, un governo provvisorio, trentotto Primi ministri e una giunta Costituzionale. La Costituzione repubblicana venne approvata nel 1911, inaugurando un regime parlamentare con un ridotto potere presidenziale e due camere. Questo assetto politico provocò importanti fratture all'interno della società portoghese, specialmente tra la popolazione rurale, ancora monarchica, i sindacati e il clero, in quanto la repubblica era anticlericale e con un approccio ostile alle ingerenze della chiesa.
Nel 1918, l'assassinio del presidente Sidónio Pais provocò una breve guerra civile con la restaurazione di una monarchia nel Nord del paese, presto soffocata. Tra il 1910 e il 1926 ci furono quarantacinque governi che in pratica non riuscirono mai a governare in modo efficace. Il colpo di stato del 28 maggio 1926 godette quindi del sostegno della maggior parte delle unità dell'esercito e anche della maggior parte dei partiti politici.
Il colpo di stato portò al potere i militari guidati dal generale António Óscar Carmona, per cui si formò un regime autoritario, detto Estado Novo, sotto la guida dell'economista António de Oliveira Salazar, dal 1928 Ministro delle finanze, chiamato al governo dai militari nel 1932. Salazar mantenne il potere fino al 1968, lasciando fino al 1951 a Carmona solo la carica formale di Presidente della repubblica.
L'Estado Novo fu un regime autoritario con orientamento conservatore, differente per certi aspetti dal fascismo - al quale pure si rifaceva - per la mancanza di spinta espansionistica (il paese era già in possesso di un impero coloniale), per l'assenza di un leader carismatico e in rapporto diretto con le masse e per la mancanza di un partito forte. Un punto di contatto fu l'alto numero di delitti politici perpetrati dalla polizia politica, il più famoso dei quali resta quello del generale Humberto Delgado nel 1965.
Il Portogallo è stato uno dei soli cinque paesi europei a rimanere neutrali durante la Seconda guerra mondiale. Dal 1940 al 1960, il Portogallo fu un membro fondatore di NATO, OCSE e Comunità europea di libero scambio (EFTA). In questo periodo, fu profuso un grande sforzo per mantenere l'impero coloniale e difenderlo dalle spinte indipendentiste dei vari territori, fino a giungere alla Guerra coloniale portoghese, combattuta tra il 1960 ed il 1974, che ebbe fine solo con la caduta del regime di Salazar.
Nel 1968 Salazar si trovava nella sua residenza estiva quando cadde da una sedia e rimase invalido, costretto così a lasciare il potere. Morì nel 1970 e il suo successore, Marcello Caetano, venne acclamato con la speranza di una nuova libertà.

### Larivoluzione dei garofani
Il 25 aprile 1974 un colpo di stato militare destituì Caetano e proclamò l'assunzione del potere da parte della Giunta di Salvezza Nazionale. Il colpo di Stato portoghese fu anomalo, in quanto i militari ebbero immediatamente l'appoggio della popolazione (nonostante, peraltro, i comunicati dell'MFA chiedessero ai civili di restare in casa).
Il nome di Revolução dos Cravos, o Rivoluzione dei garofani in italiano, deriva dal gesto di una fioraia, Celeste Caeiro, che, rientrando dal lavoro nella sua abitazione al Chiado, iniziò ad offrire garofani ai soldati che incontrava, che si andavano raggruppando nelle zone centrali di Lisbona. I fiori furono infilati nelle canne dei fucili, divenendo simbolo della rivoluzione e insieme segnale alle truppe governative perché non opponessero resistenza. Le vittime, uccise dalle forze lealiste della Direção-Geral de Segurança (denominazione assunta dalla PIDE nel 1969) asserragliate nel quartier generale di Lisbona in rua António Maria Cardoso, furono quattro.
Alla Rivoluzione dei garofani seguì un periodo di transizione, noto come Processo rivoluzionario in corso (PREC, acronimo dell'espressione portoghese Processo Revolucionário em Curso). In questa fase, caratterizzata da notevole instabilità politica, viene tentato un colpo di stato dalle forze armate di estrema sinistra (crisi del 25 novembre del 1975), contenuto dalle forze di orientamento moderato, guidate da António Ramalho Eanes. Questo evento determina la fine dell'influenza delle forze di estrema sinistra sulla scena politica portoghese, sancita dal successivo arresto di Otelo Saraiva de Carvalho e dallo scioglimento del COPCON. Le elezioni legislative in Portogallo del 1976 vedono l'affermazione del Partito Socialista, mentre il secondo partito è il Partito Social Democratico. Il leader socialista, Mário Soares, divenne primo ministro del primo governo costituzionale il 23 luglio dello stesso anno.

## Geografia

### Orografia

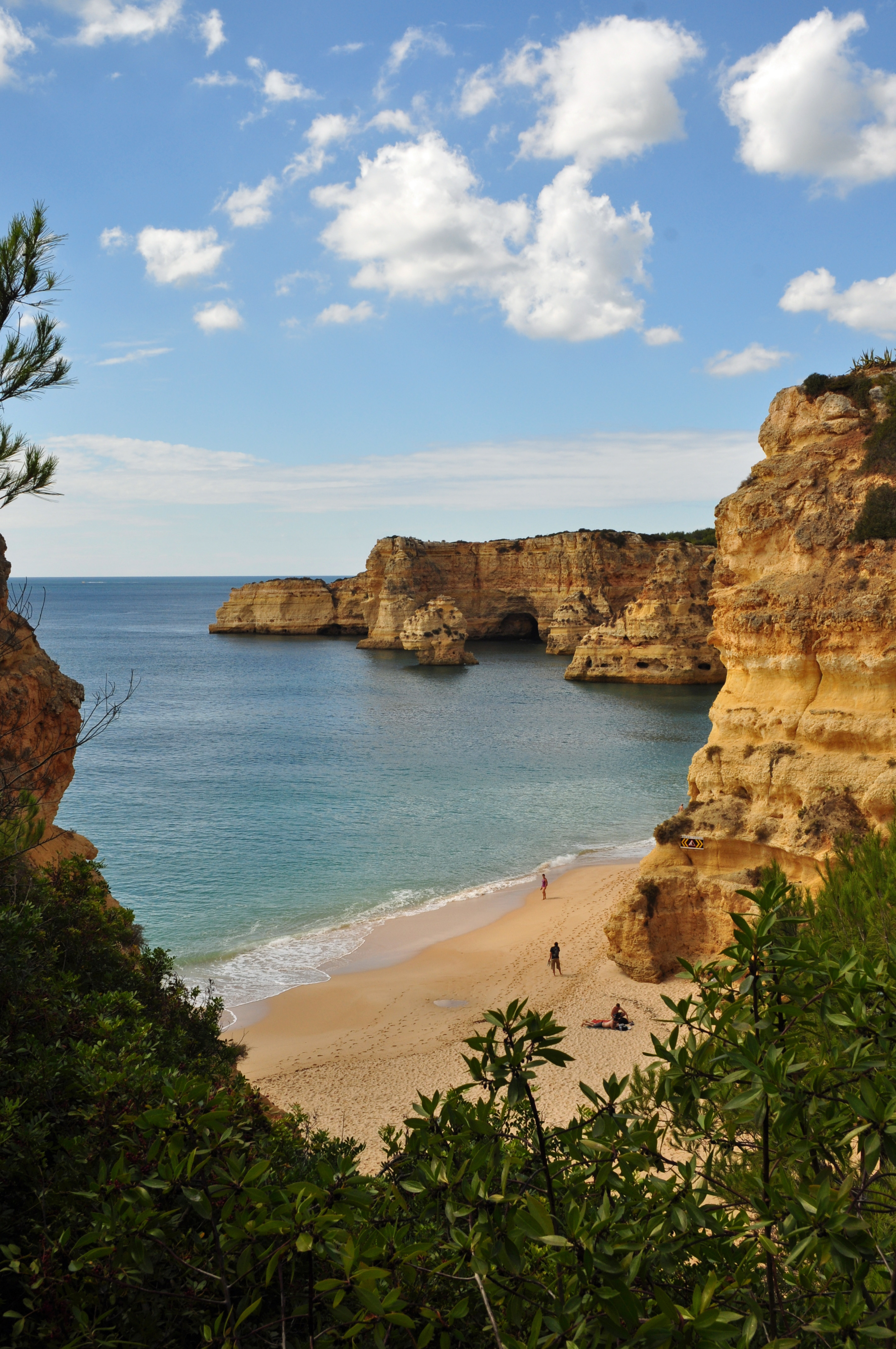
La famosa Spiaggia di Marinha, Algarve.

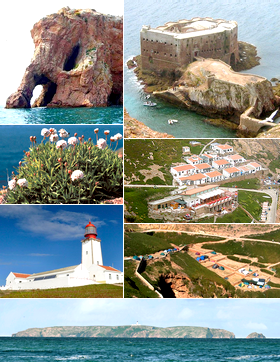
L'arcipelago di Berlengas.

Le coste del Portogallo si presentano con tratti rettilinei e sabbiosi e tratti alti e rocciosi. Spesso si incontrano profonde rientranze interrotte da promontori rocciosi.
Il Portogallo è occupato per poco più della metà del suo territorio dalla pianura (53%), per il 26% dalla collina e per il 21% dalla montagna. La massima altezza della regione continentale è rappresentata dai 1.993 metri del Monte Malhão da Estrela con cui culmina la Serra da Estrela nella metà settentrionale del Paese, che è anche la più montuosa. All'estremità meridionale vi sono due piccole catene montuose orientate in direzione ovest-est. Ampie pianure di origine alluvionale e marina separano le coste dalle colline e dalle montagne retrostanti. La pianura più importante è l'Alentejo, il cui nome significa "oltre il Tejo", un fiume che segna la sua fine. Il fiume più lungo è il Douro, 322 km nel tratto portoghese su un totale di 895 km. Il lago più esteso è il lago di Alqueva (250 km²), di origine artificiale, sul fiume Guadiana. Non sono presenti laghi naturali, ma sono numerosi alle Azzorre quelli vulcanici.
Il Portogallo è uno Stato tricontinentale, europeo nella sua quasi totalità ma con l'arcipelago di Madera appartenente geograficamente all'Africa e le isole di Flores e Corvo nelle Azzorre, sebbene geograficamente più vicine all'Europa che alle Americhe, sono interamente situate sulla placca del continente americano.
Fortemente sismico, il Portogallo fu colpito più volte da terremoti (famoso il terremoto di Lisbona del 1755, che distrusse buona parte della città).

### Idrografia
Fiumi principali: Tejo, Douro, Guadiana, Minho, Mondego, Zêzere, Sado, Vouga, Mira, Tâmega, Cávado, Côa, Lima, Sabor, Paiva e Chança.
Tutti i laghi del Portogallo sono artificiali, utilizzati per produrre energia elettrica e per irrigare i campi; i principali sono: Pico, Estrela, Larouco, Peneda, Gerês e Marão.

### Clima
Nonostante l'estensione del territorio sia piuttosto limitata (meno di 1/3 dell'Italia) il Portogallo presenta forti differenze climatiche. Al nord il clima è atlantico, mite e molto piovoso durante tutte le stagioni. A sud, il clima è tipicamente mediterraneo e dunque secco. Le terre più interne, verso il confine con la Spagna, subiscono una fase di transizione dagli influssi oceanici a caratteristiche più continentali.
A nord, ovvero la parte più montuosa del Paese, il clima è decisamente atlantico, cioè con abbondanti precipitazioni e con l'influsso dell'oceano, attenuato dalla presenza di correnti fredde che lambiscono le coste. A sud di Lisbona e del Capo da Roca (la punta più occidentale) l'effetto della bassa latitudine prende il sopravvento e si accentua l'aridità, conseguenza di scarse piogge. Le caratteristiche climatiche del Portogallo favorirebbero lo sviluppo di boschi di querce, di castagni e di faggi. Tuttavia, la pianta più diffusa al giorno d'oggi è l'eucalipto, utilizzato per la produzione di carta. Nelle zone costiere crescono il pino marittimo e talvolta, a sud, la palma nana.
Nell'arcipelago delle Azzorre, formato da nove isole montuose di origine vulcanica, il clima è temperato e umido e la vegetazione spontanea è ridotta a brevi tratti di foresta. Questo clima permette la vita a specie di vegetali diverse, ne è esempio il Parco di Terra Nostra.
Nel 1768 venne inaugurato il più antico giardino botanico del Portogallo: il Giardino botanico di Ajuda, fondato dal naturalista italiano Domenico Agostino Vandelli.
Nel 1971 è stato istituito il primo parco nazionale, quello di Peneda-Gerês, al confine settentrionale, ampio 70.000 ettari, dove, oltre a una lussureggiante vegetazione arborea, è presente una ricca fauna selvatica (stambecchi, caprioli, aquile, cavalli, cinghiali, volpi, pernici, rettili). Oggi esistono una ventina di aree protette di vario tipo (riserve e parchi naturali, aree di interesse paesaggistico).
L'arcipelago di Madera è chiamato il fiore dell'oceano. È di origine vulcanica e il suo clima è subtropicale, con scarsissima escursione termica: mite e costante, permette il turismo durante tutto l'arco dell'anno. Le uniche e piccole isole del Portogallo sono l'arcipelago delle Azzorre, le Berlengas e Madera.

## Società
| Popolazione del Portogallo | Popolazione del Portogallo | Popolazione del Portogallo | Popolazione del Portogallo | Popolazione del Portogallo | Popolazione del Portogallo | Popolazione del Portogallo |
| --- | -------------------------- | -------------------------- | -------------------------- | -------------------------- | -------------------------- | -------------------------- |
| |                            |                            |                            |                            |                            |                            |
| Anno | Totale                     | Variazione                 |                            | Anno                       | Totale                     | Variazione                 |
| 1422 | 1 043 274                  | -                          |                            | 1900                       | 5 423 132                  | +7,4%                      |
| 1527 | 1 262 376                  | +21,0%                     |                            | 1911                       | 5 960 056                  | +9,9%                      |
| 1636 | 1 100 000                  | -12,9%                     |                            | 1920                       | 6 032 991                  | +1,2%                      |
| 1736 | 2 143 368                  | +94,9%                     |                            | 1930                       | 6 825 883                  | +13,1%                     |
| 1770 | 2 850 444                  | +33,0%                     |                            | 1940                       | 7 722 152                  | +13,1%                     |
| 1776 | 3 352 310                  | +17,6%                     |                            | 1950                       | 8 441 312                  | +9,3%                      |
| 1801 | 2 931 930                  | -12,5%                     |                            | 1960                       | 8 851 289                  | +4,9%                      |
| 1811 | 2 876 602                  | -1,9%                      |                            | 1970                       | 8 568 703                  | -3,2%                      |
| 1838 | 3 200 000                  | +11,2%                     |                            | 1981                       | 9 852 841                  | +15,0%                     |
| 1849 | 3 411 454                  | +6,6%                      |                            | 1991                       | 9 862 540                  | +0,1%                      |
| 1864 | 4 188 410                  | +22,8%                     |                            | 2001                       | 10 356 117                 | +5,0%                      |
| 1878 | 4 550 699                  | +8,6%                      |                            | 2006                       | 10 599 095                 | +2,3%                      |
| 1890 | 5 049 729                  | +11,0%                     |                            | 2019                       | 10 254 666                 |                            |

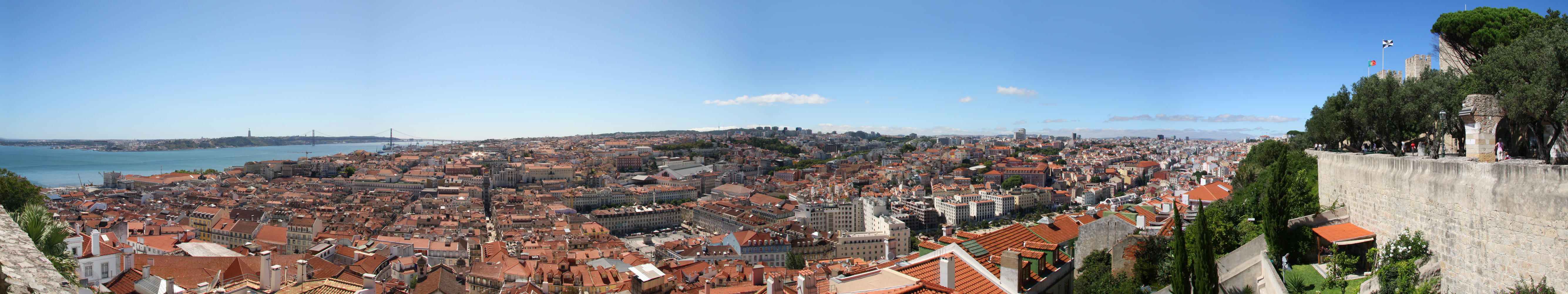
Veduta su Lisbona.

| Fonte: INE, Lisbona «Estatísticas Históricas Portuguesas» «Resultados Definitivos» (INE) «Estimativas de População Residente, Portugal» (INE) |                            |                            |                            |                            |                            |                            |

Il Portogallo ha una popolazione di 10.343.066 abitanti, secondo i dati del 2021, con un tasso di mortalità che dal 2007 supera il tasso di natalità.
Dopo la scoperta dell'America, alla fine del Quattrocento, il Portogallo ha dominato le rotte atlantiche per più di un secolo, costituendo in pochi decenni un vastissimo impero in Africa, Asia e America Latina (erano colonie portoghesi, per esempio, il Brasile, il Mozambico e l'Angola). Verso i territori coloniali si è indirizzata una consistente emigrazione, alla ricerca delle risorse che la terra portoghese, assai povera, non poteva offrire. Il processo di decolonizzazione, iniziato nella prima metà dell'Ottocento con la perdita dell'immenso territorio del Brasile (costituitosi a Impero nel 1822), la più ricca delle colonie, ha alimentato a tratti un flusso contrario, generato dal ritorno in patria di cittadini portoghesi.
Nei decenni successivi alla seconda guerra mondiale, il Portogallo sostenne lunghe e sanguinose guerre per mantenere il possesso dell'Angola e del Mozambico, nell'Africa meridionale. Queste colonie hanno ottenuto l'indipendenza solo nel 1975, quando finì la dittatura di Salazar che durava da quasi 50 anni e il Portogallo diventò una repubblica semipresidenziale. A partire dal 1999 la città di Macao, possedimento portoghese fin dal Cinquecento, è tornata sotto la sovranità cinese.
Il Portogallo è stato tradizionalmente terra d'emigrazione. La povertà di risorse naturali e la generale debolezza dell'economia hanno fatto sì che molti cittadini portoghesi abbandonassero il loro paese per raggiungere i possedimenti coloniali (soprattutto il Brasile) e, in tempi più recenti, i paesi più industrializzati dell'Europa. Nonostante l'emigrazione, il Portogallo si presenta relativamente popolato, anche se i suoi 10 milioni e mezzo di abitanti circa sono distribuiti in modo molto disomogeneo; densità elevate si raggiungono soprattutto nelle regioni costiere, in particolare quelle di Lisbona e Porto dove si concentra oltre un terzo della popolazione del paese, mentre nelle regioni più interne, e in particolare nell'Alentejo, la presenza umana si riduce. La densità di popolazione è di 119 abitanti per chilometro quadrato. La speranza di vita è di 76 anni per gli uomini e di 82 per le donne. Il tasso di analfabetismo è del 7%.

### Religione

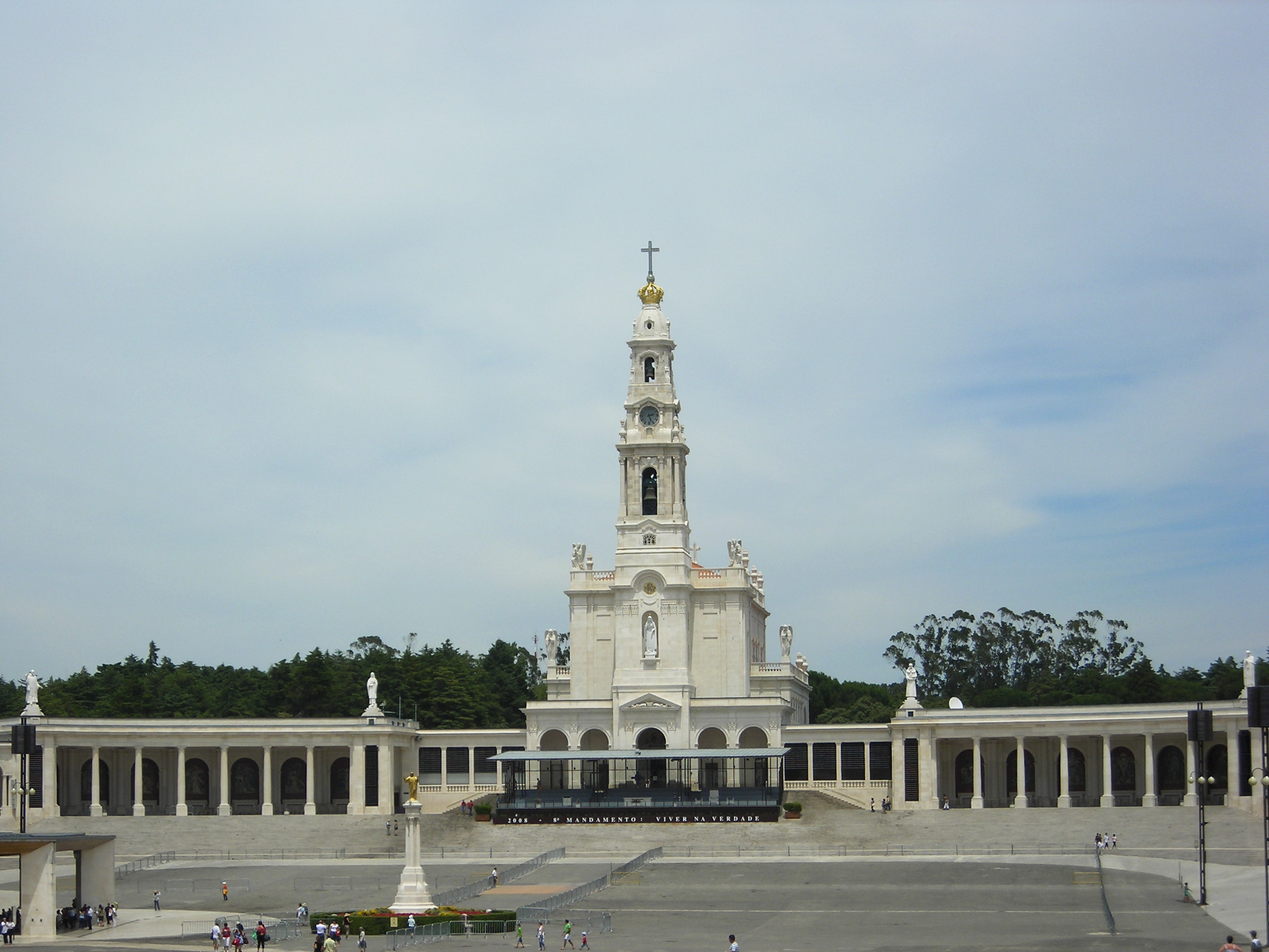
Nostra Signora di Fátima, un importante santuario mariano.

In Portogallo è garantita la libertà religiosa e vige il principio della laicità dello Stato. Non vi è quindi una religione ufficiale.
In accordo con il XV Censimento della Popolazione (2011), si sono dichiarati cristiani l'84,3% dei portoghesi (cattolici 81%, protestanti 0,8%, ortodossa 0,6%, altri cristiani 1,8%), religiosi non cristiani lo 0,3%, musulmani lo 0,2%, atei e/o agnostici il 6,8% della popolazione.

### Lingue
La lingua ufficiale del Portogallo è il portoghese, adottato nel 1290 dal re Dionigi. Con più di 210 milioni di parlanti nativi, è la quinta lingua più parlata al mondo e la terza in quello occidentale.
Sono a oggi riconosciuti e protetti anche la lingua dei segni portoghese e il mirandese, parlato nella zona di Miranda do Douro da circa il 6% della popolazione totale e anche insegnato come seconda lingua facoltativa nelle scuole del posto. Il suo uso è comunque ristretto.
Recentemente, un importante riconoscimento è stato dato alla lingua portoghese: lanciata dall'ONU, dal 2020, ogni 5 maggio, si celebra infatti la Giornata Mondiale della Lingua Portoghese.

## Ordinamento dello Stato
Il Portogallo è una Repubblica semipresidenziale. Il Presidente della repubblica è direttamente eletto dal popolo ogni 5 anni e gode di limitati poteri esecutivi. Egli nomina e revoca il Primo ministro e, su proposta di questo, i Ministri. Il Primo ministro è capo del Governo e deve ottenere la fiducia da parte dell'Assemblea della Repubblica composta da 230 membri rinnovati ogni 4 anni.

### Costituzione
L'attuale Costituzione del Portogallo è entrata in vigore il 25 aprile del 1976, nel secondo anniversario della Rivoluzione dei garofani.

### Suddivisioni amministrative

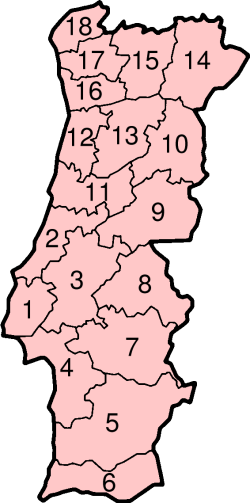
Cartina dei Distretti portoghesi. Lisbona (1); Leiria (2); Santarém (3); Setúbal (4); Beja (5); Faro (6); Évora (7); Portalegre (8); Castelo Branco (9); Guarda (10); Coimbra (11); Aveiro (12); Viseu (13); Braganza (14); Vila Real (15); Porto (16); Braga (17); Viana do Castelo (18).

Il Portogallo è costituito da 18 distretti e 2 regioni autonome (Madeira e Azzorre)
1. Lisbona (Lisboa in portoghese)
2. Leiria
3. Santarém
4. Setúbal
5. Beja
6. Faro
7. Évora
8. Portalegre
9. Castelo Branco
10. Guarda
11. Coimbra
12. Aveiro
13. Viseu
14. Braganza
15. Vila Real
16. Porto
17. Braga
18. Viana do Castelo

### Territori contesi
Portogallo e Spagna si contendono il territorio di Olivenza (area totale di 750 km²).
Per questa ragione, i limiti tra i due paesi nella regione d'Olivenza non sono mai stati definiti e mancano 100 marchi di frontiera.
Il Portogallo chiede l'adempimento del Trattato di Vienna del 1815, nel quale la Spagna si era impegnata a restituire Olivenza al Portogallo, cosa che non è mai accaduta.

### Città principali

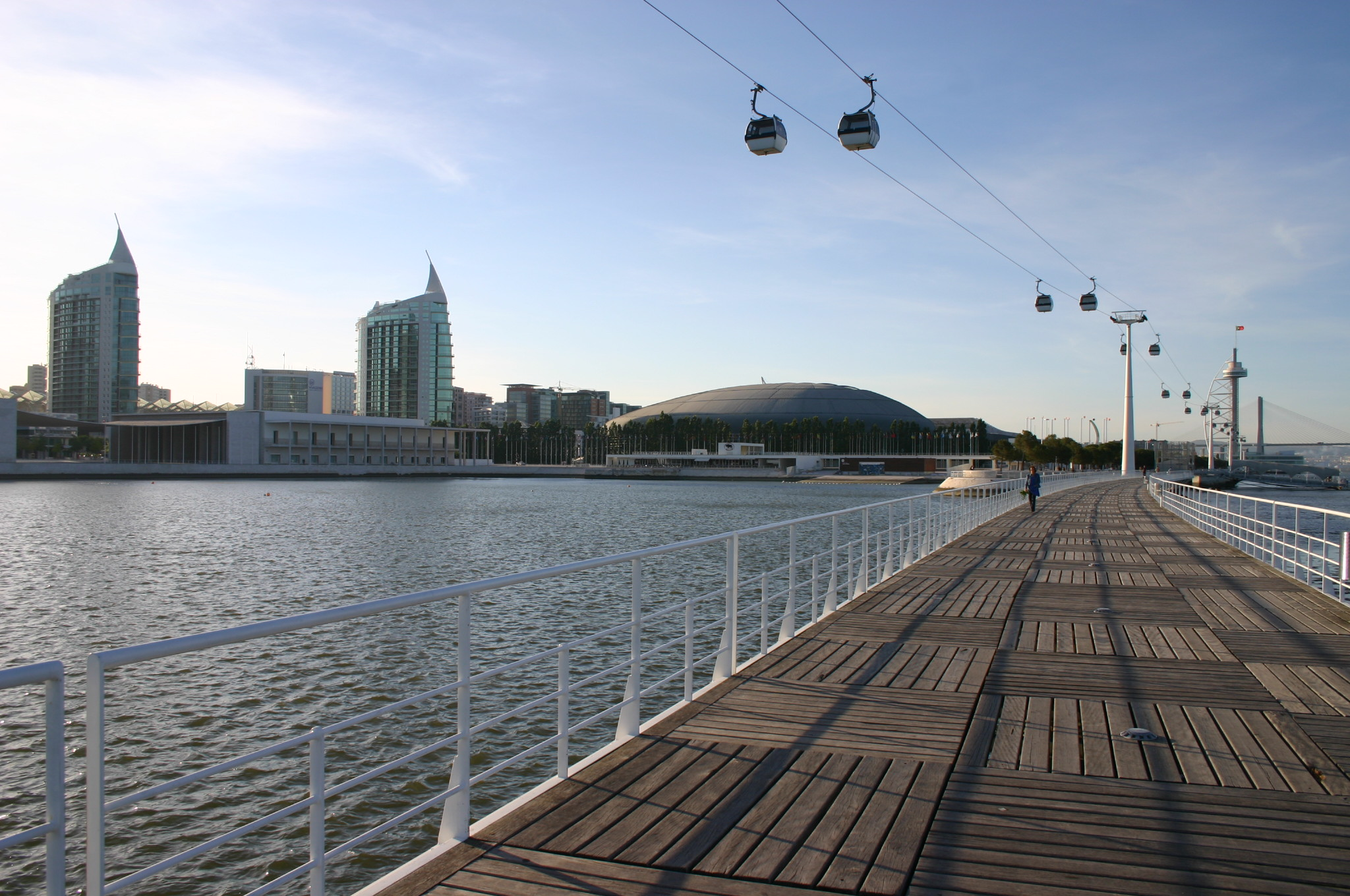
Lisbona

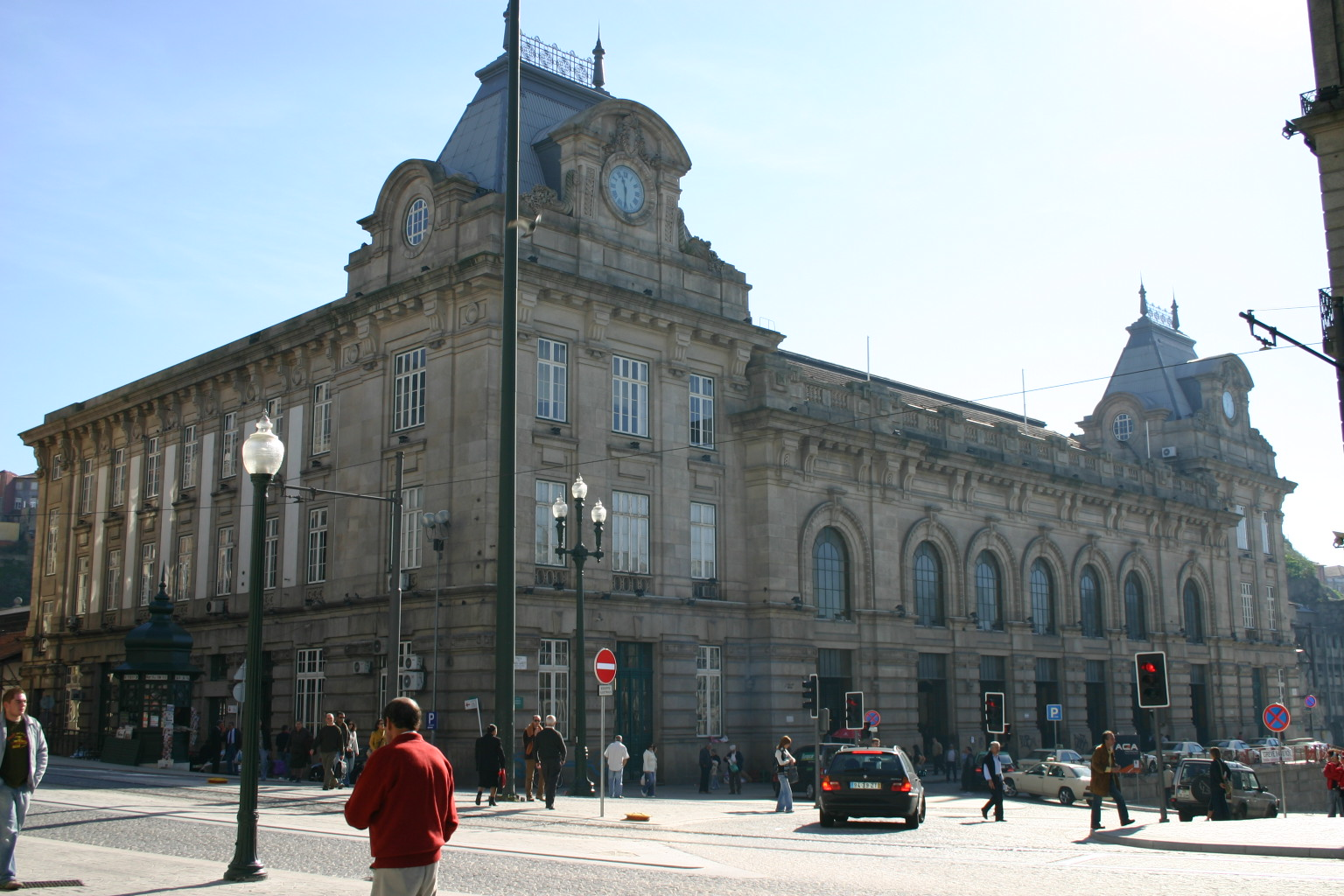
Avenida dos Aliados, Porto

Lisbona (la cui area metropolitana conta 2,8 milioni di abitanti), la capitale, è posta sulla riva destra del grande estuario del Tago. Sorge su sette colli. È una bella e vivace città dal carattere mediterraneo, nonostante sia situata sull'Atlantico. Ha grandi viali alberati colorati e quartieri che si inerpicano sulle colline circostanti, dove sorge una lussureggiante vegetazione quasi tropicale. Le due rive dell'estuario, che nel suo punto più stretto è largo quasi un chilometro, sono collegate da due ponti: un gigantesco ponte di ferro, chiamato XXV de Abril; e il lunghissimo Ponte Vasco da Gama (circa 18 km). Il porto di Lisbona è il maggiore del paese e qui si trovano alcune delle principali industrie.
Porto (la cui area metropolitana conta 1.737.395 abitanti), capoluogo della regione "Norte", situata sull'Atlantico e sul fiume Douro, è una città ricca di opere d'arte medievali e rinascimentali. È attraversata dal fiume Douro ed è il principale porto d'imbarco dei vini portoghesi largamente esportati in tutto il mondo, il più famoso di tutti il Porto. Il suo centro storico, che comprende l'antico quartiere della Ribeira, è stato dichiarato dall'UNESCO patrimonio dell'umanità.

## Istituzioni

### La Marina Portoghese
Istituita ufficialmente il 1º febbraio 1317, la Marinha Portuguesa è considerata la più antica marina del mondo , anche se le sue origini risalgono ancor prima, nel 1180, durante il regno di Alfonso I del Portogallo quando si registrò la prima battaglia nota della marina portoghese.

### Università
Il 1º marzo 1290 re Dionigi del Portogallo col decreto emanato a Leiria, lo “Scientiae thesaurus mirabilis", fondò la più antica università lusitana: l'Università di Coimbra, oggi inserita (dal 2013) nella lista del Patrimonio dell'umanità dell'UNESCO.

## Politica
| Organizzazioni internazionali | Organizzazioni internazionali |
| ----------------------------- | ----------------------------- |
| Membro ONU dal:               | 14 dicembre 1955              |
| Membro NATO dal:              | 1949                          |
| Membro UE dal:                | 1986                          |

La scena politica è dominata da due partiti principali, il Partito Socialista (PS) di centro-sinistra e il Partito Social Democratico (PSD) di centro-destra. Negli ultimi anni, tuttavia, ha assunto sempre più importanza nella scena politica anche il partito Chega (nazionalista di estrema destra), che alle elezioni legislative del 2024 ha ottenuto circa il 18% dei voti. Partiti minori (ma con un buon seguito) sono il Partito Comunista (PCP), il Partito Popolare (CDS-PP), il Blocco di Sinistra (BE) e Iniziativa Liberale (IL).
L'attuale Presidente del Portogallo è Marcelo Rebelo de Sousa (PSD), eletto sia nelle elezioni presidenziali del 2016, sia in quelle del 2021.
L'attuale Primo ministro è Luís Montenegro, a capo di un governo di minoranza tra Partito Social Democratico (PSD) e Alleanza Democratica (AD), attualmente dimissionario dopo che uno scandalo di conflitto di interessi ha portato a un voto di sfiducia l'11 marzo 2025.
Prima donna a ricoprire la carica di Primo ministro in Portogallo (e seconda in Europa dopo la Thatcher) fu Maria de Lourdes Pintasilgo (1979-1980)

## Economia
A partire dal 1984, la nazione ha cominciato la sua modernizzazione in un ambiente stabile, e si è unita alla Comunità economica europea nel 1986. I governi successivi hanno compiuto diverse riforme e privatizzato diverse aziende statali, liberalizzando settori chiave dell'economia, tra cui quello finanziario e quello delle telecomunicazioni. Il Portogallo ha sviluppato un'economia sempre più basata sui servizi, ed è stata nel 1999 una delle dodici nazioni fondatrici dell'euro, valuta che ha adottato il 1º gennaio 2002, assieme ad altri 11 membri dell'UE.

### Miniere
Le miniere portoghesi riguardano soprattutto tungsteno e uranio a nord, stagno al centro e marmo e rame al sud.

### Trasporti

#### Aeroporti principali
- Lisbona / Lisboa (Portela) (LIS)
- Porto / Porto (Pedras Rubras, Maia) (OPO) {Sá Carneiro}
- Faro / Algarve (FAO)
- Funchal / Madera {Santa Cruz} (FNC)
- Ponta Delgada / São Miguel (PDL)
- Terceira (Lajes) / Praia da Vitória / Angra (TER)
- Horta / Faial (HOR)
- Porto Santo / Vila Baleira (PXO)
- Santa Maria / Vila do Porto (SMA)
- Braganza / Nordeste Transmontano (Bragança) (BGC)
- Vizeu / Viseu /Lordosa, Viseu {Lobato} (VSE)
- Vila Real / Douro (VRL)
- Cascais / Costa de Estoril e Sintra {Tires}/ Grande Lisboa (PCS)
- Braga (Palmeira, Braga) (BGZ)
- Covilhã / Beira Interior / Cova da Beira / Serra da Estrela (COV)
- Chaves / Alto Tâmega (CHV)
- Portimão / Alvor / Barlavento Algarvio (PRM).

## Cultura
Il Portogallo vanta la più antica libreria del mondo in attività. Si tratta della sede storica, situata in Rua Garrett, nel quartiere Chiado, della Livraria Bertrand. Tale azienda venne fondata nel 1732 a Lisbona; la sede di Rua Garrett venne aperta nel 1773.
Altra libreria di interesse storico e culturale è la libreria Lello, fondata a Porto nel 1869.

### Patrimoni dell'umanità
Il Portogallo possiede diciassette siti che sono stati iscritti nella Lista dei patrimoni dell'umanità dell'UNESCO.

### Arte
Nel XV secolo si distinse la figura di Nuno Gonçalves e, nel XVI secolo, Francisco de Hollanda, tra i più importanti esponenti del rinascimento portoghese. Nel XX secolo, in campo artistico, si afferma il modernismo portoghese e la cosiddetta generazione di Orpheu, in cui si distinse in particolare la figura di Almada Negreiros.

### Letteratura

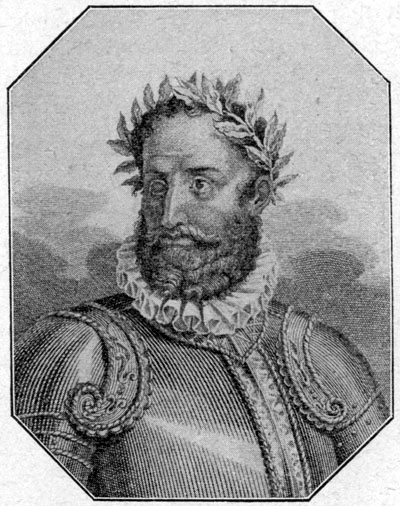
Luís de Camões, principale poeta della letteratura portoghese.

Tra i più importanti poeti e scrittori vi sono:
- Luís de Camões, considerato il principale poeta portoghese, autore del poema epico I Lusiadi (1572)
- José Saramago, scrittore, Premio Nobel per la letteratura nel 1998
- Fernando Pessoa, poeta, scrittore e aforista, autore di diversi eteronimi
- Florbela Espanca
- Bocage, poeta
- António Nobre
- Miguel Torga, scrittore e poeta, vincitore del Premio Camões
- Sophia de Mello Breyner Andresen (poetessa: Premio Camões)
- Dulce Maria Cardoso [20], prima scrittrice portoghese a vincere il Premio letterario dell'Unione europea, nel 2009, col romanzo Os Meus Sentimentos

### Filosofia

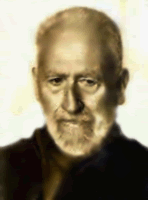
Agostinho da Silva, tra i più celebri filosofi portoghesi del XX secolo.

Nel XIII secolo si distinse la figura, sia in ambito filosofico che medico, di Pietro Ispano, che poi divenne pontefice col nome di Papa Giovanni XXI, e, in ambito religioso, di Sant'Antonio di Padova, autore di celebri Sermoni.
Nel XVII secolo si distinse la figura del religioso João Ferreira de Almeida, il primo a tradurre la Bibbia in lingua portoghese.
In campo filosofico nel XX secolo si affermò il Movimento della Filosofia Portoghese, attivo dagli anni '1940, i cui fondatori furono i filosofi Álvaro Ribeiro e José Marinho.
Altro importante filosofo portoghese del XX secolo fu Agostinho da Silva.

### Musica

Amália Rodrigues, la maggior esponente del fado.

Tra gli strumenti musicali tipici spicca il cavaquinho, appartenente alla famiglia dei cordofoni; caratteristico strumento musicale è anche la chitarra portoghese.
Tra i cantanti e gli attori ci sono:
- Carmen Miranda, attrice e cantante
- Joaquim de Almeida, attore
- Hermínia Silva
- Paulo de Carvalho
- José Afonso, noto, tra l'altro, per la canzone Grândola, Vila Morena (1971)
- Tonicha
- Manuela Bravo
- Lúcia Moniz
- Ary dos Santos
- Green Windows
- Duo Ouro-Negro
- José Cid
- Roberto Leal
- Linda de Suza (cantante luso-francese)
- Nelly Furtado (cantante luso-canadese)
- Ana Moura
- Rui Veloso (cantante)
- Marie Myriam (cantante luso-francese)
- Candida Branca Flor
- Carlos do Carmo
- Vitor Espadinha
- Lenita Gentil
- Fernando Tordo
- Sofia Barbosa
- Eça de Queirós

Il genere musicale popolare del Fado è tipicamente caratteristico del paese lusitano: tra i maggiori esponenti spicca Amália Rodrigues.
Nel campo musicale si possono citare i gruppi Madredeus, Entre Aspas, Flor-de-Lis, Moonspell, Ornatos Violeta. Il fado è un tipico genere musicale portoghese; fra i suoi interpreti Mísia, Mafalda Arnauth, Vânia Fernandes, Katia Guerreiro, Hind Larroussi, Mariza (cantante luso-mozambicana), Elisa Ridolfi, Teresa Salgueiro, Dulce Pontes, António Chainho e Marco Poeta.
Il Portogallo ha partecipato 49 volte all'Eurovision Song Contest, vincendo una sola volta nell'edizione svoltasi a Kiev in Ucraina nel 2017 con Salvador Sobral.

### Cinema
Tra i registi citiamo:

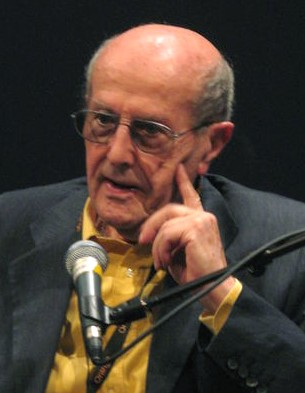
Manoel de Oliveira, il principale cineasta portoghese.

- Manoel de Oliveira, regista, sceneggiatore ed editore
- João César Monteiro, regista, sceneggiatore, attore, critico cinematografico e scrittore
- João Botelho, regista e sceneggiatore
- Pedro Costa, regista e sceneggiatore
- Júlio Dinis
- Fernando Namora
- Amadeo de Sousa Cardoso
- Soares dos Reis
- Vieira da Silva
- Agustina Bessa Luis
- Ana Zanatti
- Amor Electro

Tra i film premiati ricordiamo Vitalina Varela, diretto da Pedro Costa, Pardo d'oro al Locarno Festival 2019.

### Media
Il servizio pubblico di radio e di televisione portoghese è Rádio e Televisão de Portugal (RTP), fondata nel 1935.

### Mitologia
Per mitologia lusitana s'intende la mitologia dei lusitani e di gran parte del territorio che comprende il Portogallo moderno.

### Le grandi esplorazioni

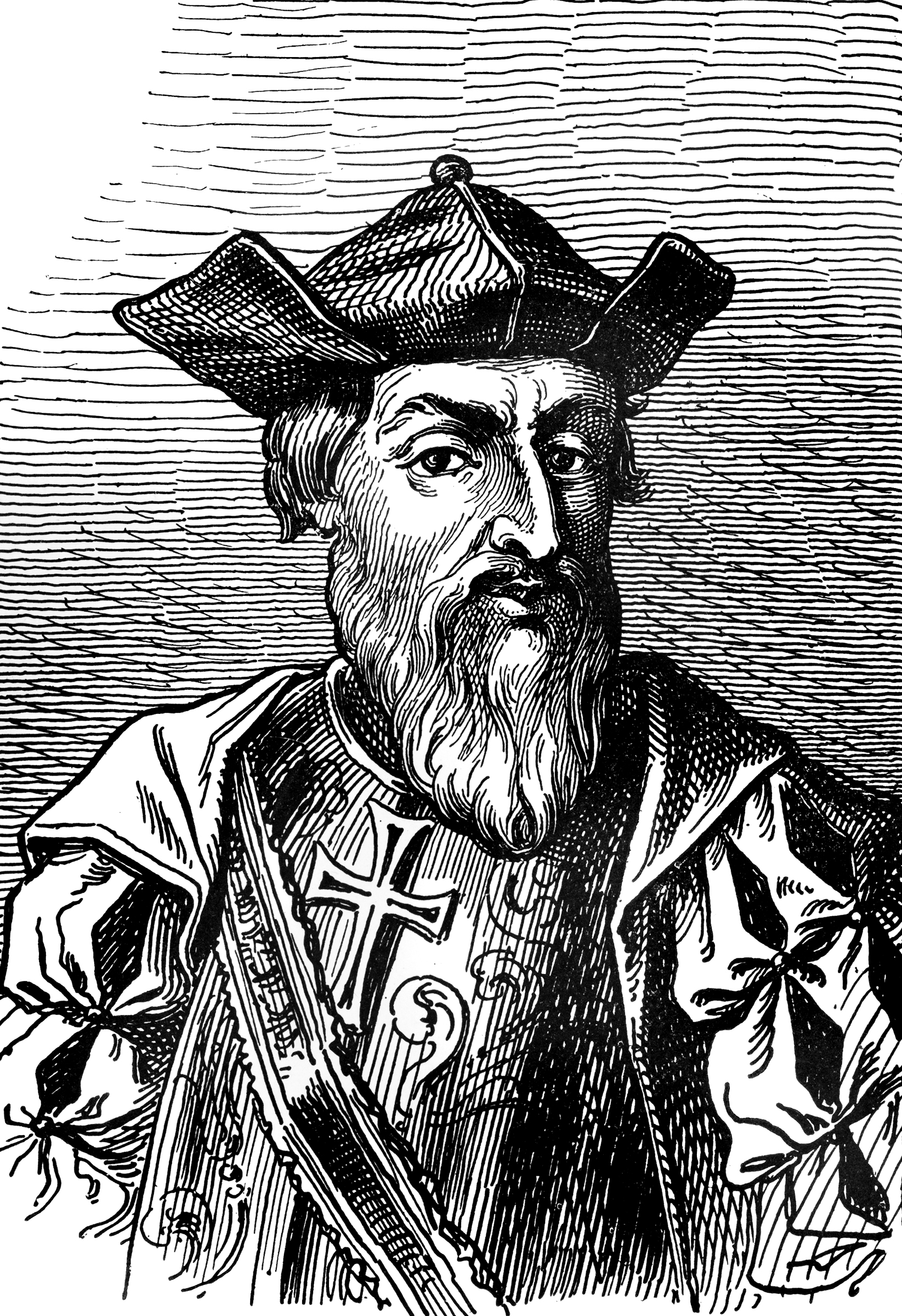
Vasco da Gama, tra i principali esploratori portoghesi.

I portoghesi, in particolare nel corso del XV e XVI secolo, si sono affermati come navigatori e esploratori: tra le grandi imprese ricordiamo:
- 1419: scoperta dell'arcipelago di Madera, da parte dei portoghesi Tristão Vaz Teixeira e João Gonçalves Zarco.
- 1487: viene raggiunto per la prima volta il Capo di Buona Speranza, dal navigatore portoghese Bartolomeo Diaz.
- 1498: Vasco da Gama sbarca a Calicut, in India, dando avvio alla prima circumnavigazione dell'Africa.
- 22 aprile 1500: scoperta del Brasile, ad opera del navigatore Pedro Álvares Cabral.
- 10 agosto 1500: scoperta del Madagascar, ad opera del navigatore portoghese Diogo Dias: l'isola verrà battezzata col nome di San Lorenzo.
- 10 agosto 1519: avviene la prima circumnavigazione del globo, ad opera di Ferdinando Magellano, al servizio della Spagna.
- 1º marzo 1565: fondazione della città di Rio de Janeiro da parte del cavaliere portoghese Estácio de Sá.

### Medicina

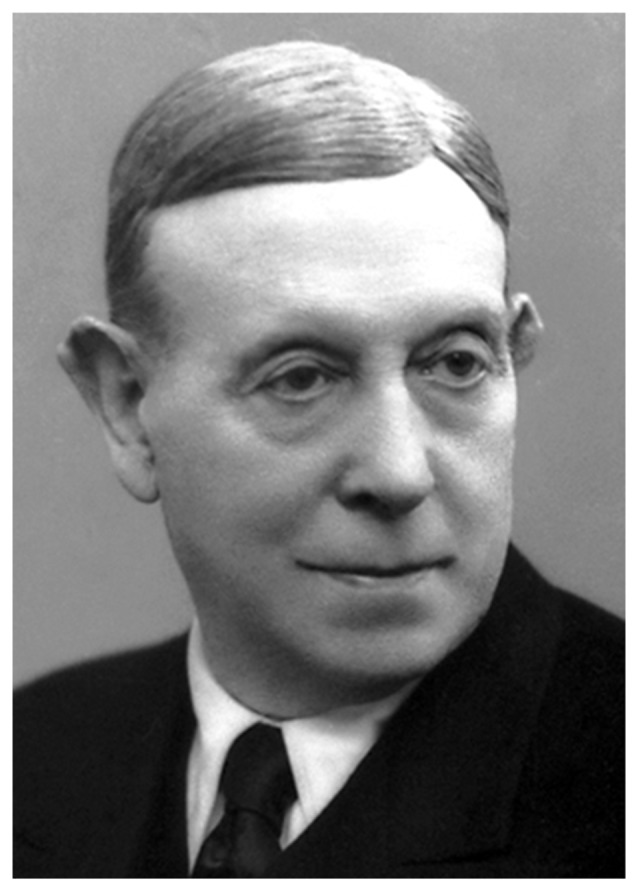
Antonio Egas Moniz, inventore della lobotomia e della angiografia.

In ambito medico importante la figura di Antonio Egas Moniz, Premio Nobel per la medicina, nel 1949, per la scoperta del valore terapeutico della lobotomia in alcune psicosi. Per quanto concerne la neurologia l'importante scoperta da parte di Antonio Damasio, in merito all'importanza delle emozioni nei processi decisionali.

### Matematica
In ambito matematico da ricordare, nel corso del XVI secolo, gli studi riguardante la lossodromia da parte di Pedro Nunes

### Il Portogallo nello spazio
- 26 settembre 1993: viene lanciato PoSAT-1, il primo satellite portoghese.
- 4 agosto 2022: Mário Ferreira è il primo portoghese ad andare nello spazio.[21]

## Sport

### Calcio

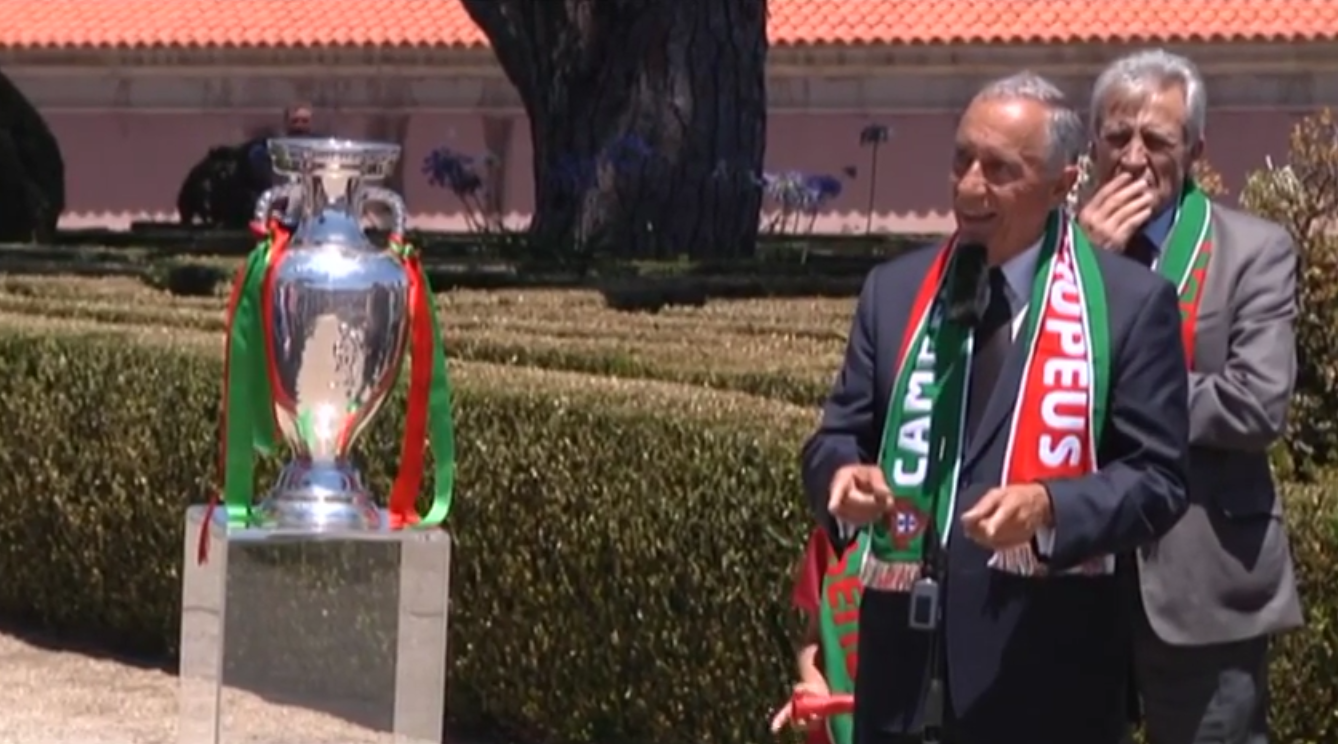
Il Presidente Marcelo Rebelo de Sousa con il trofeo di Euro 2016

Lo sport nazionale del Portogallo è il calcio: nel recente passato squadre di club come Benfica o Porto hanno conquistato la vetta dell'Europa e del mondo vincendo diverse edizioni della UEFA Champions League, Europa League e della Coppa Intercontinentale. La Nazionale portoghese è giunta terza ai Mondiali di Inghilterra 1966 e quarta a Germania 2006. All'Europeo 2004 la squadra è stata battuta solo in finale dalla Grecia, mentre si è laureata campione d'Europa battendo in finale la Francia all'Europeo 2016, squadra ospitante del torneo. Nel 2019 il Portogallo ha vinto la prima edizione della UEFA Nations League 2018-2019 battendo per 1-0 l’Olanda in finale; trionfo replicato nel 2025 battendo in finale la Spagna. Tre calciatori portoghesi hanno vinto il Pallone d'oro: Eusébio nel 1965, Luís Figo nel 2000 e Cristiano Ronaldo nel 2008, nel 2013, nel 2014, nel 2016 e nel 2017: da notare che Ronaldo, tra l'altro, occupa il 1º posto assoluto della classifica Migliori marcatori delle nazionali di calcio con 115 reti e Eusebio figura nella lista Miglior calciatore del XX secolo IFFHS, posizione numero 9. Tra gli altri calciatori portoghesi spiccano Fernando Peyroteo e Rui Costa. José Mourinho è uno fra gli allenatori più titolati al mondo avendo vinto due Champions League e quattro differenti campionati nazionali: portoghese, inglese, italiano e spagnolo.

### Hockey su pista
Altro sport di grande seguito è l'hockey su pista, praticato dalla maggior parte dei giovani dai 10 ai 18 anni. La Nazionale di hockey su pista del Portogallo è la più titolata al mondo: ha vinto ben 15 campionati mondiali maschili, 20 campionati europei maschili e 3 campionati europei femminili. Le squadre di club della Superliga portoghese di hockey su pista hanno vinto i più importanti trofei continentali (Coppa dei Campioni).

### Atletica leggera
Anche nell'Atletica leggera il Portogallo ha ottenuto risultati di grande rilievo, in modo particolare nelle gare di mezzofondo e fondo; tra gli atleti più importanti ricordiamo Carlos Lopes vincitore della maratona olimpica ai giochi di Los Angeles 1984 dove con 2h:09:21 stabilì anche il record olimpico sulla distanza, imbattuto per quasi 25 anni; Domingos Castro, argento sui 5.000 m ai mondiali su pista di Roma del 1987; Manuela Machado, vincitrice della maratona femminile al mondiale di Göteborg nel 1995 e campionessa europea sempre nella maratona di Helsinki 1994 e Budapest 1998; la grandissima Rosa Mota, a oggi la più titolata tra le atlete portoghesi e sicuramente la più rappresentativa, capace di vincere nella maratona, 1 olimpiade, 1 mondiale e 3 campionati europei; Fernanda Ribeiro, formidabile atleta vincitrice di 1 olimpiade, 1 mondiale e 1 europeo, sulla distanza dei 10.000 m su pista. Tra i grandi atleti, si annoverano anche Carla Sacramento, Antonio Pinto e il saltatore capoverdiano naturalizzato portoghese Nelson Évora, vincitore della medaglia d'oro nel salto triplo a Pechino 2008, della medaglia d'oro ai mondiali di Osaka 2007 e di una d'argento a Berlino 2009 e il velocista nigeriano anch'egli naturalizzato portoghese Francis Obikwelu, vincitore tra l'altro della medaglia d'argento ad Atene 2004 e di due medaglie d'oro nei 100 e 200 metri ai Campionati europei di Göteborg 2006.

### Sport Motoristici

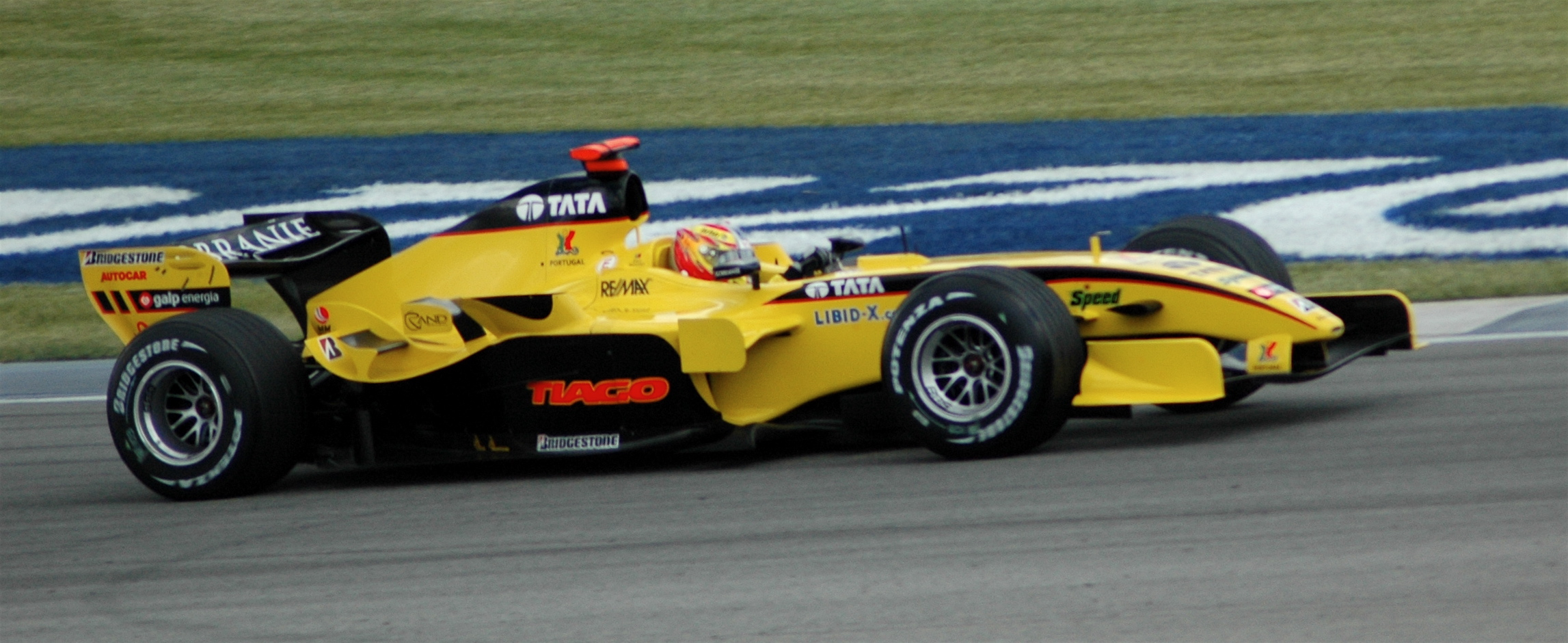
Tiago Monteiro su Jordan EJ15 al Gran Premio degli Stati Uniti d'America 2005.

Dal 1984 al 1996 presso il Circuito di Estoril è stato disputato il Gran Premio del Portogallo nel campionato mondiale di Formula 1. Nelle annate 2020 e 2021 il circus è tornato in Portogallo per due edizioni, disputate questa volta all'Autodromo di Algarve. Tra i piloti portoghesi ad aver gareggiato in questa categoria i risultati più consistenti sono stati ottenuti da Tiago Monteiro che, nella stagione 2005, al volante di una Jordan conquista sette punti ed il podio al Gran Premio degli Stati Uniti.
Nel Campionato mondiale Superbike Alex Vieira ottiene la prima vittoria per un pilota portoghese in occasione di gara uno del Gran Premio d'Austria nel 1989. Nel motomondiale il primo portoghese a vincere un Gran Premio è stato Miguel Oliveira, capace negli anni successivi di imporsi in diverse gare sia in Moto3 che in Moto2 e MotoGP. Il Portogallo inoltre è bene rappresentato anche nel motocross da Rui Gonçalves.

### Olimpiadi
Il primo campione olimpico portoghese fu Carlos Lopes, oro nella maratona ai Giochi olimpici di Los Angeles 1984. La prima medaglia olimpica per il Portogallo fu la medaglia di bronzo vinta nel salto ostacoli a squadre, nell'equitazione ai Giochi della VIII Olimpiade (Parigi 1924).

### I Giochi della Lusofonia
Da menzionare, inoltre, l'evento sportivo dei paesi lusofoni: i Giochi della Lusofonia.

## Tradizioni
La mentalità e le tradizioni del popolo portoghese sono legate alle innumerevoli vicende storiche che lo hanno visto a contatto con tante culture diverse e lontane. Caratteristiche, in alcune regioni costiere, sono le case in legno dei pescatori dipinte a strisce colorate o le case imbiancate a calce con tocchi di colori vivaci o decorazioni con piastrelle di maiolica.
Un altro tipo di costruzione che ancora sopravvive sono i mulini, che il Portogallo conserva in numero maggiore di ogni altra parte d'Europa. Sparsi un po' per tutto il paese esistono mulini a vento e mulini ad acqua, molti dei quali ancora in grado di funzionare.
Riguardo alle feste tradizionali, la più conosciuta è la corrida (in portoghese chiamata "tourada"). La versione portoghese si differenzia da quella spagnola per il fatto che il toro ha le corna spuntate e protette e non viene ucciso all'interno dell'arena, ma immobilizzato da una squadra di forcados a piedi.
Tra i canti il più popolare è il "fado": canto urbano accompagnato dalla chitarra classica e dalla chitarra portoghese che esprime sentimenti di profonda malinconia.

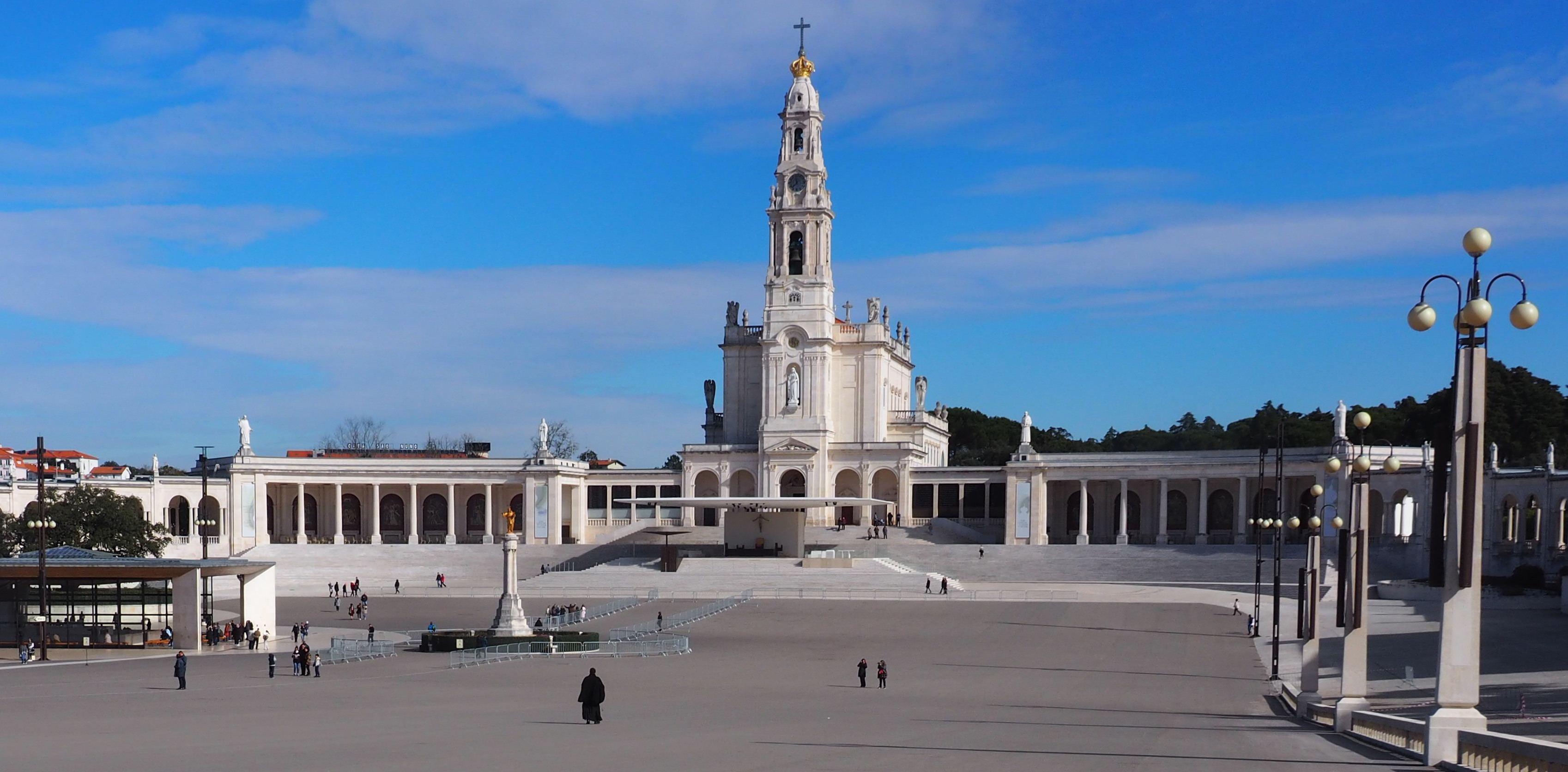
Veduta generale del Santuario di Fátima.

Il 13 maggio è la festa della Madonna di Fátima che ricorda la prima apparizione della Madonna di Fátima a tre pastorelli, avvenuta il 13 maggio 1917
Il 13 giugno, a Lisbona, in particolare, si tengono le celebrazioni per Sant'Antonio da Padova, patrono del Portogallo.
E ancora figura leggendaria del folklore portoghese è rappresentata dal Gallo di Barcelos.

## Gastronomia
Tra le specialità della cucina portoghese spicca il baccalà: ricordiamo in particolare il Baccalà alla Bras.

## Festività nazionali
| Data        | Nome                                           | Significato |
| ----------- | ---------------------------------------------- | --- |
| 25 aprile   | Giorno della Rivoluzione dei garofani          | Celebra la Rivoluzione del 1974 |
| 5 maggio    | Giorno della Lingua e della Cultura Portoghese | Celebra la lingua e la cultura portoghese (o Lusofona) nel mondo                                                                                                  |
| 5 ottobre   | Giorno della Repubblica                        | Fine della Monarchia Costituzionale e inizio della Prima Repubblica portoghese, nel 1910                                                                          |
| 10 giugno   | Giorno del Portogallo                          | Commemora la morte del poeta nazionale Luís de Camões, nel 1580                                                                                                   |
| 1º dicembre | Restaurazione dell'indipendenza                | Insurrezione contro il dominio spagnolo da parte dei Quaranta Congiurati del 1º dicembre 1640, evento che segna l'inizio della guerra di restaurazione portoghese |
| 25 dicembre | Natale in Portogallo                           | Celebrazioni per la ricorrenza del Natale |

### Annotazioni
1. ↑  Riconoscimento del regno del Portogallo da parte del regno di Castiglia e León mediante il trattato di Zamora.
2. ↑  Riconoscimento, da parte della Chiesa cattolica, mediante la bolla Manifestis Probatum, dell'indipendenza del regno del Portogallo già sancita dal trattato di Zamora.
3. ↑  Inizio della rivolta contro Filippo IV di Spagna e acclamazione di Giovanni IV del Portogallo quale sovrano del Portogallo.
4. ↑  Riconoscimento ufficiale dell'indipendenza del Portogallo al termine della guerra di restaurazione portoghese e fine dell'Unione Iberica.
5. ↑  Rovesciamento della monarchia e proclamazione della Prima Repubblica.
6. ↑  La Rivoluzione dei garofani determina la fine dell'Estado Novo e apre il processo di democratizzazione.
7. ↑  Promulgazione della Costituzione del Portogallo del 1976.

### Riferimenti
1. ↑  https://data.worldbank.org/indicator/SP.POP.TOTL?locations=PT
2. ↑  Dati dal Fondo Monetario Internazionale, ottobre 2013
3. ↑  https://www.macrotrends.net/global-metrics/countries/PRT/portugal/fertility-rate
4. ↑  Nuno Valério (coord.), Estatísticas Históricas Portuguesas, Vol. I, pp. 33, 37 e 51. INE, 2001. (PDF: 4,18 MB)
5. ↑  INE, CENSOS 2001 Resultados Definitivos, Informação à Comunicação Social, 21/10/2002.
6. ↑  INE, Estimativas de População Residente, Portugal, NUTS II, NUTS III e Municípios - 2006, Informação à Comunicação Social, 03/08/2007.
7. ↑   Portuguese Official Statistic, su ine.pt, INE - Instituto Nacional de Estatistica. URL consultato il 1º aprile 2022.
8. ↑  (PT) Esperança de vida à nascença, su pordata.pt. URL consultato il 5 novembre 2011.
9. ↑  (PT) Censos 2011 Resultados Definitivos, su ine.pt, INE. URL consultato il 29 giugno 2013.
10. ↑  Costituzione della Repubblica portoghese, articolo 11, paragrafo 3.
11. ↑  Costituzione della Repubblica portoghese, articolo 74, paragrafo 2, comma h.
12. ↑  Legge 29 gennaio 1999, n. 7
13. ↑   Donatella Trotta, L'Onu lancia la prima Giornata mondiale della lingua portoghese. Cusati: «Riconoscimento atteso da tempo», su ilmattino.it, 5 maggio 2020.
14. ↑  EUROPA - Il Portogallo nell'UE
15. ↑   2011 Census - Population by city, su ine.pt, INE. URL consultato il 19 novembre 2014.
16. ↑  (PT) A Marinha mais antiga do mundo, su marinha.pt, 10 febbraio 2022.
17. ↑   Sky TG24, Portogallo, centrodestra vince le elezioni. Exploit estremisti Chega, su tg24.sky.it, 11 marzo 2024. URL consultato il 15 marzo 2025.
18. ↑   Portogallo: Marcelo de Sousa rieletto presidente, su TGLA7, 25 gennaio 2021. URL consultato il 15 marzo 2025.
19. ↑   Redazione di Rainews, Portogallo, cade il governo di Luís Montenegro. Non passa la fiducia, verso nuove elezioni, su RaiNews, 12 marzo 2025. URL consultato il 15 marzo 2025.
20. ↑  https://www.euprizeliterature.eu/author/dulce-maria-cardoso
21. ↑  (PT) Tiago Ramalho, Mário Ferreira vai hoje ser o primero português a ir ao espaço, su publico.pt, 4 agosto 2022.
22. ↑   Emanuele Zullo, Amarcord Accadde oggi – 19 giugno 2005: 15 anni dal disastro di Indianapolis, su f1ingenerale.com, 19 giugno 2020. URL consultato il 21 agosto 2023 (archiviato dall'url originale il 4 aprile 2023).
23. ↑   Giorgio Sala, MotoGPː Oliveira vince sotto la pioggia in Indonesia, su motociclismo.it, Sportcom S.r.l., 20 marzo 2022.